# Герб Речі Посполитої
Герб Речі Посполитої — символ об'єднання Польського Королівства і Великого князівства Литовського. Герб містить два зображення білого орла з короною, символом Польщі, і два зображення лицаря — герб Литви.
Модифікована версія герба була використана під час Січневого повстання 1863–1864. Цей герб мав представляти Річ Посполиту Трьох Народів. Він складався з трьох частин (третя містила символ Київської Русі — Архангела Михаїла). Це був символ об'єднання трьох країн, але цей герб ніколи не був реалізований через провал повстання.